# Bitka na Marici
Bitka na Marici, znana tudi kot bitka pri Černomenu in druga bitka na Marici, je bil vojaški spopad med vojsko Osmanskega cesarstva pod poveljstvom Lala Şâhin paše ter srbsko in bolgarsko vojsko pod poveljstvom srbskega kralja Prilepa Vukašina Mrnjavčevića in njegovega brata despota Uglješe. Do bitke je prišlo 26. septembra 1371 pri vasi Černomen (današnji Ormenio v Grčiji) ob reki Marici.
Despot Uglješa je hotel v času, ko je bil sultan Murat I. v Mali Aziji, Turke presenetiti in z vojsko kakšnih 70.000 vojakov zasesti njihovo glavno mesto Edirne. Turška vojska je bila mnogo manjša od zavezniške, vendar je Şâhin paši zaradi boljše taktike – nočnega napada na zavezniški tabor – uspelo zmagati. Kralj Vukašin in despot Uglješa sta v bitki padla. Makedonija in deli Grčije so po bitki prišli pod turško nadoblast.
Bitka je bila del turških vojaških kampanj za osvojitev Balkana. Turki so že pred bitko na Marici osvojili Sozopol, po bitki pa še Dramo, Kaválo in Serrai v današnji Grčiji. Bitki je sledila bitka na Kosovskem polju leta 1389, v kateri so bili Srbi ponovno poraženi, tako da si niso več opomoglji in so prišli pod turško nadoblast. 
Bitka je pomenila začetek srbsko-turških vojn.